# Portsmouth (Dominica)
Portsmouth is de voormalige hoofdstad en met 4.167 inwoners de tweede stad van Dominica. De plaats ligt aan de monding van de Indian River in Prince Rupert's Bay, in het noorden van het eiland en maakt deel uit van parish Saint John.

## Geschiedenis
Na de verovering van Dominica door het Verenigd Koninkrijk in 1763 werd Portsmouth in 1765 uitgeroepen tot hoofdstad, maar na een uitbraak van malaria werd de hoofdstad in 1768 verplaatst naar Roseau. De plaats bleef een belangrijke havenplaats en een garnizoen werd gestationeerd op Fort Shirley op het schiereiland Cabrits ter verdediging.

## Geboren
- Charles Savarin (1943), president van Dominica

## Galerij

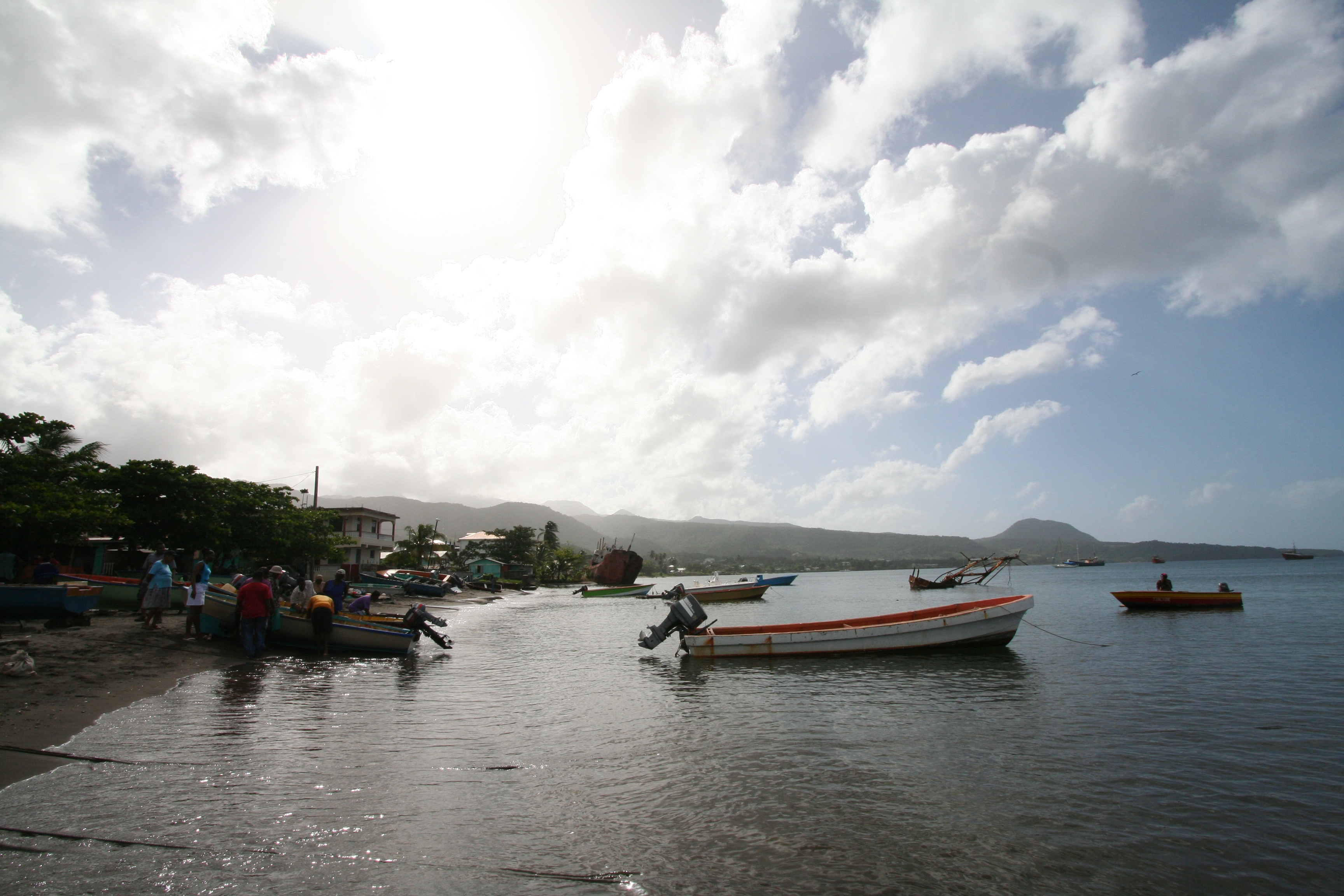
Boten in Portsmouth
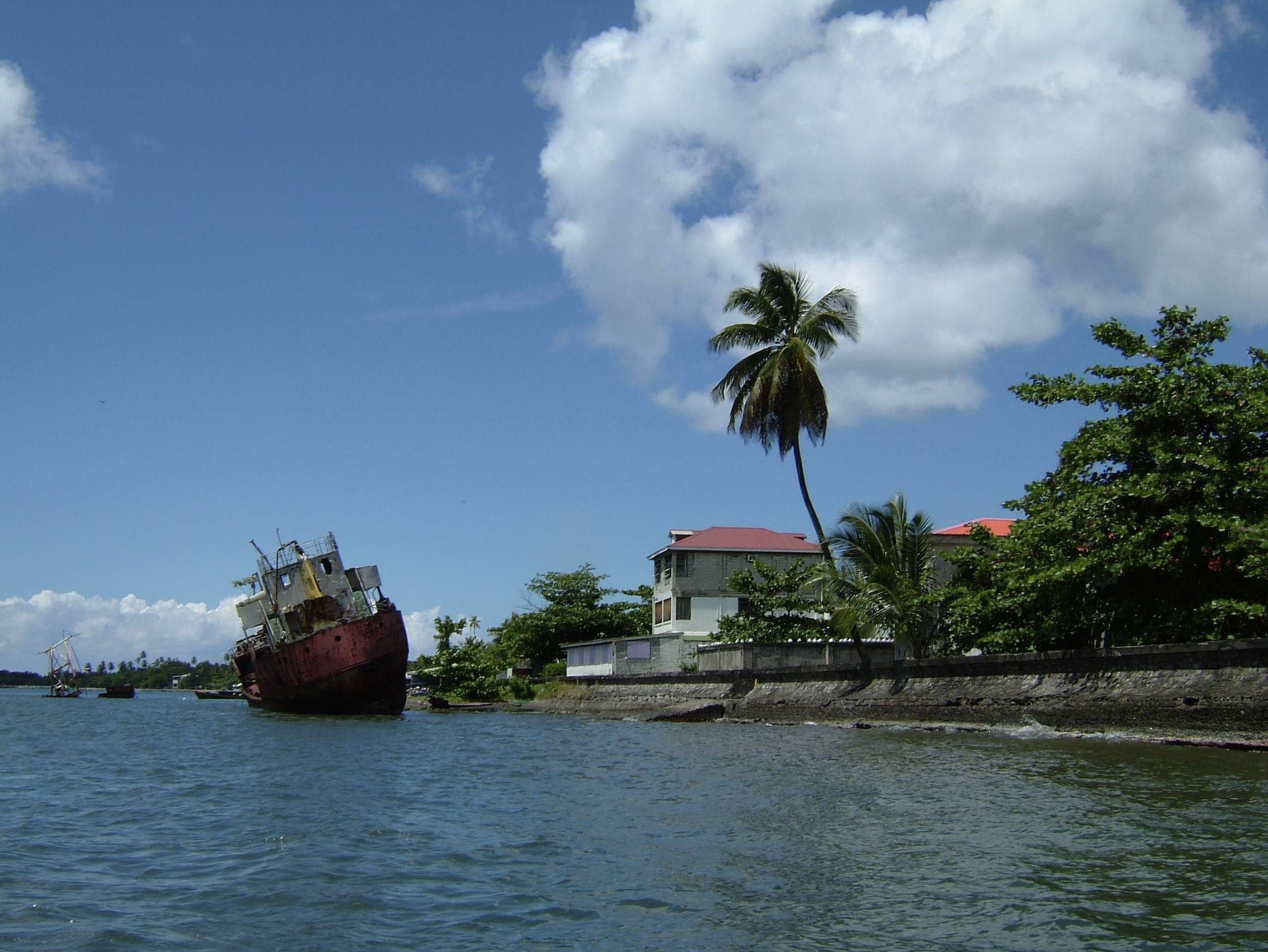
Portsmouth
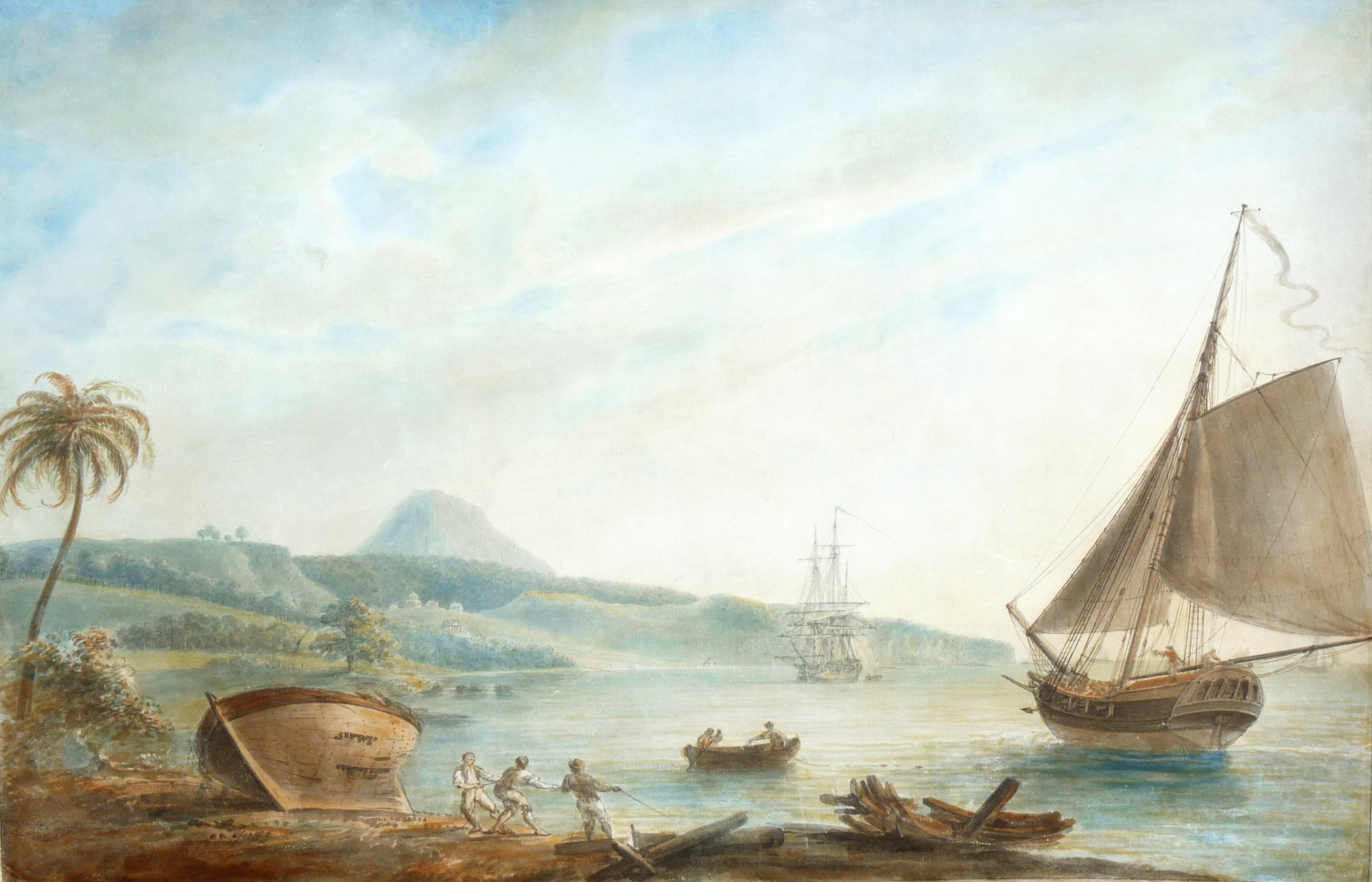
Schilderij van Prince Rupert's Bay (ca. 1770), Nicholas Pocock

- Library of Congress Control Number: n2002163244
- National Archives and Records Administration: 10037385
- Nationale Bibliotheek van Israël: 987007480104005171
- Virtual International Authority File: 125685170